# ويليام جاكسون (سياسي)
ويليام جاكسون هو سياسي كندي، ولد في 18 أبريل 1858 في كندا، وتوفي في 31 مايو 1938. حزبياً، نشط في حزب كندا المحافظ. وقد انتخب عضو مجلس العموم الكندي عن دائرة Elgin West ‏ (3 نوفمبر 1904 – 25 أكتوبر 1908).